# Risbrig (Lindved)
Risbrig (dansk) eller Riesbriek (tysk) er en landsby beliggende midtvejs mellem Hørup og Goldelund ved Lindåen i det nordlige Sydslesvig. Administrativt hører landsbyen under Lindved Kommune i Slesvig-Flensborg kreds i den nordtyske delstat Slesvig-Holsten. Risbrig udgjorde en selvstændig kommune indtil kommunalreformen i marts 1974, hvor Lille Vi, Lindved-Lyngvrå, (Sønder og Øster) Lindå, Risbrig og Sillerup dannede den nye Lindved Kommune. I kirkelig henseende hører landsbyen til Nørre Haksted Sogn. Sognet lå i Vis Herred (Flensborg Amt, Slesvig), da området tilhørte Danmark. Nærliggende landsbyer er Knorborg (i Enge Sogn) i vest, (Ny) Hørup i nord, Nørre Lindå i øst og Goldelund (i Joldelund Sogn) i syd. Risbrig grænser i vest til Kær og i syd til Nørre Gøs Herred (og det nuværende Nordfrislands kreds).
Risbrig er første gang nævnt 1352 (Reg. cap). I folkesprog omtaltes byen også bare som Brig. Forleddet er pluralis af glda. ris (oldn. hrīs) i betydning kratskov. Efterleddet er dannet til substantiv oldn. brīk, som beskriver en fjæl, fjælevæg eller en kort bænk ved siden af døren, ordet kendes også fra færøsk, norsk og svensk. Betydningen er rimeligvis Samling af fjælhuse. Efterleddet -brig kan også bruges i samme betydning som svensk brike som brændestabel. Der er flere vandløb i omegnen såsom Spølbækken, Berbækken (Bæverbækken, ty. Berbek) og Rødåen (ty. Rodau) nord og Goldebæk Møllestrøm syd for landsbyen. Byen selv har været brosted over Lindåen, som munder vest for Ribrig i Soholm Å. Omkring Lindåen er der mindre mose- og skovpartier som Vestermose (Westermoos)